# Пугачёва, Ирина Михайловна
Ирина Михайловна Пугачёва (в девичестве Елисеева; 27 января 1967) — советская и российская биатлонистка, призёр чемпионата СССР, тренер по биатлону.

## Биография
Воспитанница тренера Николая Фёдоровича Калинина (г. Бердск Новосибирской области). Во внутренних соревнованиях представляла спортивное общество «Профсоюзы» и город Новосибирск.
Неоднократная чемпионка и призёр чемпионатов СССР и всесоюзных Спартакиад[уточнить], в том числе была бронзовым призёром чемпионата страны в 1986 году в эстафете 3х5 км в составе второй сборной РСФСР. Также становилась абсолютной победительницей «Кубка Дружбы» (Польша), всесоюзных соревнований «Праздник Севера», чемпионкой России[уточнить].
После окончания спортивной карьеры работает тренером-преподавателем в ДЮСШ «Восток» г. Бердска, имеет высшую тренерскую категорию.
Окончила Сибирский государственный университет физической культуры и спорта (1993).